# Conchoecilla elongata
Conchoecilla elongata är en kräftdjursart som först beskrevs av G. W. Müller 1906.  Conchoecilla elongata ingår i släktet Conchoecilla och familjen Halocyprididae. Inga underarter finns listade i Catalogue of Life.